# Laestadiusvallmo

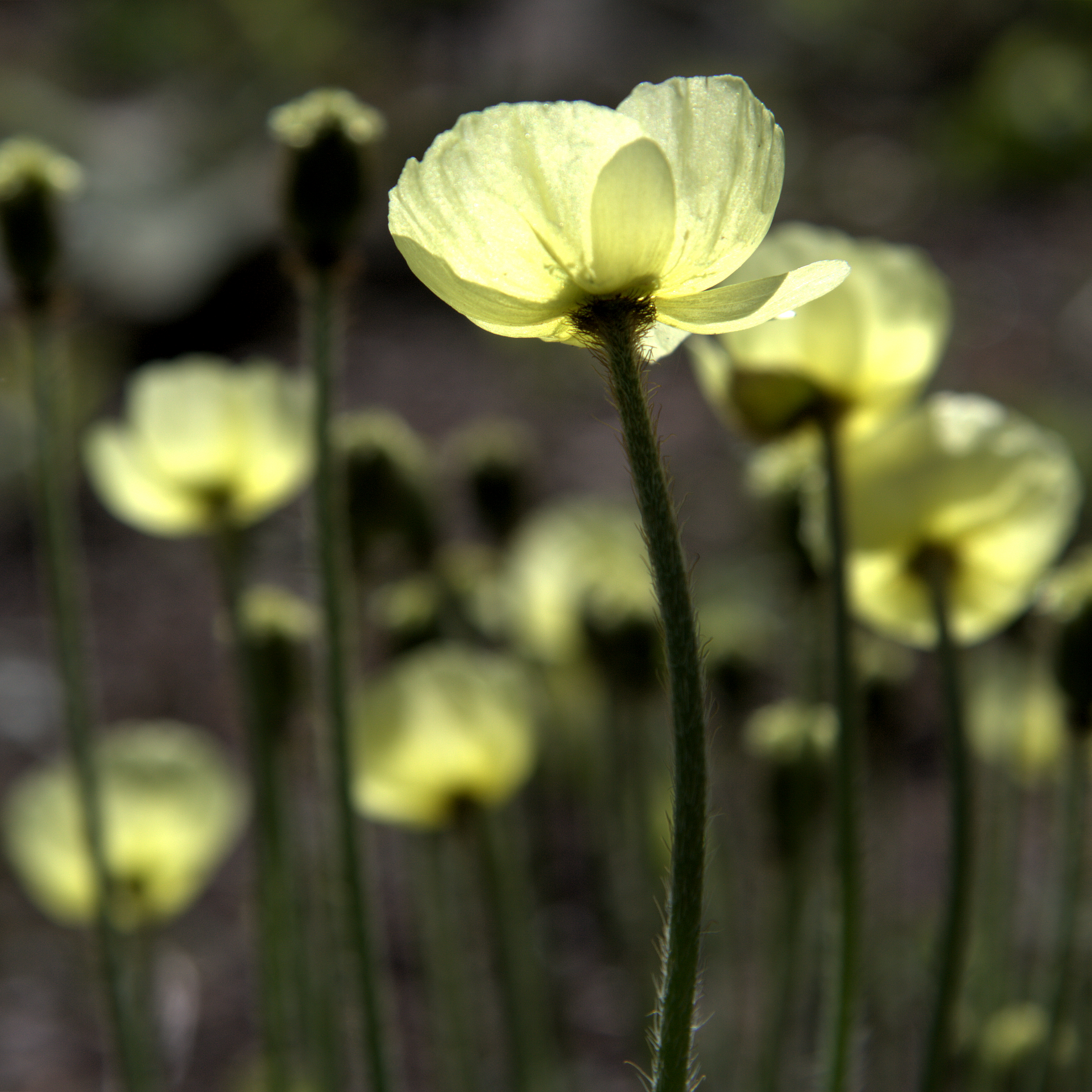
Læstadiusvallmo

Laestadiusvallmo (Papaver laestadianum) eller pältsavallmo är en art inom vallmosläktet. Den är en lågväxt, flerårig ört med blekgula blommor. Den är uppkallad efter Lars Levi Læstadius respektive Pältsan. Växten är mycket sällsynt och förekommer i norra Skandinavien på grus- och hedmarker på högfjäll. Den är fridlyst.
I Storfjords kommunvapen återfinns tre laestadiusvallmor i skölden.